# Légitimation
La légitimation, en sociologie, est le fait d'accorder de la légitimité à un acte, un processus fonction d'un protocole, une discipline ou une idéologie, ce qui le rend acceptable dans le débat public plus large. 
Le pouvoir est habituellement légitimé à travers l'autorité. Ainsi, un monarque absolu trouvait sa légitimité à travers le droit divin des rois.
En droit, la légitimation d'une personne est la reconnaissance officielle de son statut particulier. En Suisse, par exemple, la reconnaissance officielle du statut des membres des missions permanentes et des fonctionnaires internationaux est appelée légitimation ; une carte de légitimation leur est alors fournie.
En droit civil, pour l’état civil et en démographie, la légitimation est la reconnaissance d’un enfant non reconnu par son père biologique à sa naissance.

## Différentes formes de légitimation
L’ethnologie et la sociologie quand elles étudient les processus d’obéissance et/ou d'imposition, de domination ou de pouvoir (ou de servitude volontaire), distinguent souvent différents types de légitimation, selon qu’elles se basent sur des arguments présentés comme relevant de la :
- légitimité traditionnelle/religieuse ;
- légitimité rationnelle ;
- légitimité légale ;
- légitimité  « charismatique »

## En France
Jusqu'à la Révolution française les enfants naturels pouvaient être légitimés par lettres de légitimation du roi sur demande de leur père ou à la suite du mariage subséquent de leurs parents. 
L’ordonnance du 4 juillet 2005, entrée en vigueur le 1er juillet, a aboli la distinction entre enfants légitimes et enfants naturels.
Avant cela, tous les enfants nés hors mariage « fussent-ils décédés » étaient soit légitimés de « plein droit » par le mariage subséquent de leurs père et mère, soit, si leur filiation n'était pas déjà établie, par voie de reconnaissance du père ou de la mère au moment de la célébration du mariage. En ce cas, l'officier de l'état civil qui procède à la célébration du mariage constate la reconnaissance et la légitimation dans un acte séparé (ancien article 331 du Code civil). Il résultait ainsi du Code civil une distinction entre la légitimation d'un enfant par mariage et la légitimation d'un enfant par autorité de justice.
En cas d'adultère, la loi du 7 novembre 1907 et la loi du 30 décembre 1915, confirmée par la loi du 31 janvier 1928, permettent à la mère, en cas de remariage, d’annuler le lien entre l’enfant et son premier mari au profit de son nouveau mari (ancien article 331 du Code civil). 

### Légitimation d'un enfant par mariage
« Enfans nais auant le mariage, mis ſoubs le poille ſont legitimez. »

— Antoine Loysel, Institutes coutumières
Tous les enfants naturels (ancien article 333 du Code civil ; le terme désignait la filiation hors mariage) pouvaient être légitimés à la condition que le lien de filiation naturelle soit établi à l’égard de leur père et mère et que ces derniers décident de se marier ensemble. Dans ce cas, deux situations se présentent. 
- Soit, premier cas, la filiation naturelle à l’égard des deux parents est établie avant le mariage (comme le Code civil le précisait, cette filiation pouvait l’être encore le jour de la célébration par une reconnaissance par celui envers qui ce lien n’est pas établi) et dans ce cas, la légitimation était automatique : on disait qu’elle s’opérait « de plein droit ».
- Soit deuxième cas, le couple se marie mais ne se préoccupe d’établir la filiation, à l’égard des deux époux, qu’après la célébration du mariage. Dans cette situation, les époux devaient obtenir une décision de justice constatant que depuis le mariage l’enfant bénéficie d’une possession d’état d’enfant commun, ce qui signifie que les deux conjoints se sont comportés à son égard comme des parents, en élevant l'enfant comme le leur. Cette décision de justice faisait ensuite l’objet d’une mention en marge de l’acte de naissance de l’enfant.

### Légitimation d'un enfant par décision de justice
Si la légitimation par mariage n’était pas possible, l’enfant naturel pouvait néanmoins être légitimé par une décision du juge : c'est la légitimation par « autorité de justice ». En effet, il existait des cas dans lesquels le mariage est impossible pour des obstacles légaux (ainsi, notamment lorsque les deux parents encore dans les liens de deux mariages distincts). Dans ce cas la requête en légitimation devant le tribunal de grande instance peut être présentée par le père ou la mère mais la loi exigeait toujours que l’enfant bénéficie de la possession d’état d’enfant naturel à l’égard de celui qui introduit la demande. Le lien de filiation naturelle doit donc être établi à l’égard du ou des requérants qui présentent la demande au juge. Il convient de souligner que lorsque l’un des parents de l’enfant se trouvait, au moment de la conception, déjà engagé dans les liens du mariage avec une autre personne (et que ce mariage n’est toujours pas dissout) la requête en légitimation qu'il présente ne pouvait être examinée que si son conjoint y consentait. 

### Effets
La légitimation établissait un mode de filiation par l'effet de la loi, distinct de la filiation résultant de l'adoption. Lorsqu'elle intervenait à l'égard d'un enfant majeur, elle n'entraînait un changement de nom qu’avec le consentement de ce dernier.